# هوریشیو هاتاوی
هوریشیو هاتاوی (تاریخ تولد: ۱۹ مه۱۸۳۱، تاریخ وفات: ۲۵ مارس ۱۸۹۸، محل تولد ایالت نیوانگلند آمریکا) یک صنعتگر و سیاستمدار بود.

## اوایل زندگی
هوریشیو در ۱۹ می ۱۸۳۱ در خانواده ناتانیل هاتاوی و آنا هاتاوی (کفش ساز) در نیوبدفورد، ماساچوست به دنیا آمد. هاتاوی در آکادمی فیلیپس آندوور تحصیل کرد و در سال ۱۸۵۰ از دانشگاه هاروارد فارغ‌التحصیل شد. سپس با یک کشتی تجاری به چین سفر کرد و دو سال را دور از آمریکا گذراند و در تجارت چین شرکت کرد. در سال ۱۸۵۹ هاتاوی با الن رادمن ازدواج کرد و صاحب پنج فرزند شد.
پدر هاتاوی، ناتانیل، و عموهای هاتاوی، توماس اس. هاتاوی و فرانسیس اس. هاتاوی، یک تجارت واردات چای را اداره می‌کردند. پس از مرگ پدرش و عمویش فرانسیس در سال ۱۸۶۹ و عمویش توماس در سال ۱۸۷۸، هوریشیو ثروت زیادی از این تجارت به ارث برد. هاتاوی همچنین به عنوان خزانه دار آسیاب پوتومسکا برای مدتی خدمت کرد. [۱]

## فعالیت‌های مدنی تجاری و بشردوستانه
هاتاوی در شهر نیوبدفورد به فعالیت‌های مدنی مختلفی مشغول بود. او عضو حزب ویگ و سپس حزب جمهوری‌خواه بود. او در سال‌های ۱۸۶۶ تا ۱۸۷۷ به عضویت شورای شهر نیوبدفورد انتخاب شد و در سال‌های ۱۸۶۸ و ۱۸۶۹ به عنوان رئیس‌جمهور خدمت کرد. او در انتخابات شهرداری در سال ۱۸۶۹ شکست خورد. میلز و مدیر میلز آکوشنت، شرکت تولیدی هاتاوی، بانک ملی مکانیکس، میلز پوتومسکا و میلز وامسوتا و سایر کارخانه‌ها در منطقه نیوبدفورد و فال ریور بود.

## میراث
هاتاوی در ۲۵ مارس ۱۸۹۸ درگذشت. در سال ۱۹۵۵، تحت رهبری Seabury Stanton، شرکت تولیدی هاتاوی با Berkshire Fine Spinning Associates ادغام شد و به Berkshire Hathaway تبدیل شد، که وارن بافت در سال ۱۹۶۲ خریداری کرد و اکنون یکی از بزرگ‌ترین شرکت‌های جهان است.